# 池江璃花子
池江璃花子（日语：／ Ikee Rikako，2000年7月4日—），日本女子游泳運動員，曾就讀於日本大学運動科學學院（2023年3月25畢業），目前所屬單位為RENAISSANCE。她曾代表日本參加2016年夏季奧林匹克運動會七項賽事，也是多個項目的日本紀錄保持者。身高171公分。

## 生平
池江璃花子出生于東京都江戶川區，在自家浴室通过水中分娩出生。她于3岁时学习游泳，5岁时可以用自由泳、仰泳、蝶泳、蛙泳四种泳姿游50米。2014年3月，在日本奥委会举办的青少年游泳赛（13-14岁）上，池江赢得50和100米自由泳金牌，同时也刷新了日本短池高中纪录。此外，她还赢得了女子50米蝶泳冠军。
池江璃花子于2016年参加里约奥运会，为其首次参加奥运会比赛，获得了七个项目的参赛资格，为当时日本游泳队之最。其在里约奥运会的最好成绩是100米蝶泳第五名。
2017年，在第93届日本游泳锦标赛上，池江璃花子夺得五枚金牌。翌年在第94届日本游泳锦标赛上，刷新了四个项目的日本国内纪录。同年的雅加达亚运会上，她夺得6枚金牌、2枚银牌，同时刷新了6项亚运会纪录。
2019年2月12日，池江璃花子在自己的推特宣告確診患上白血病，不參加國家游泳隊選拔，專心住院治療。在经过10个月的治疗后，她回到泳池开始训练。
2021年2月21日，池江璃花子在东京都公开赛50米蝶泳比赛中奪得冠軍，這是池江璃花子復出後的首座冠軍。同年4月，池江在日本游泳锦标赛中夺得女子100米蝶泳冠军，从而获得了东京奥运会参赛资格。在东京奥运会女子4X100米混合泳接力赛中，中国选手张雨霏上前拥抱了未能赢得奖牌的池江璃花子。2023年，二人在世界游泳锦标赛见面时提出会在2023年的亞運會比赛上重逢。
2023年9月24日，在杭州亚运会上，池江璃花子出战女子4X100米自由泳接力赛，获亚军。这是她在白血病康复后，首次站上国际领奖台。中国媒体纷纷以“池江璃花子又赢了一回”“她站在这里就是奇迹”为题，对她的事迹进行报道。29日，池江璃花子获得女子50米蝶泳季军。在颁奖台上，冠军张雨霏和池江璃花子哭泣着拥抱的场面被媒体报道，也达成了张雨霏与池江在2020年東京奧運會上所提出的重逢约定。

## 個人紀錄
| 長池                    | 長池    | 長池           | 長池                           | 長池                               |
| ----------------------- | ------- | -------------- | ------------------------------ | ---------------------------------- |
| 項目                    | 成績    | 日期           | 賽事                           | 備註                               |
| 50公尺自由式            | 24.21   | 2018年4月6日   | 第94回日本選手權游泳競技大會   | 日本紀錄                           |
| 100公尺自由式           | 52.79   | 2018年11月18日 | 2019年北島康介盃               | 日本紀錄、亞洲紀錄                 |
| 200公尺自由式           | 1:54.85 | 2018年8月9日   | 2018年泛太平洋游泳錦標賽       | 日本紀錄、亞洲紀錄                 |
| 400公尺自由式           | 4:09.29 | 2018年2月18日  | 第34回科樂美公開賽游泳競技大會 |                                    |
| 50公尺蝶式              | 25.11   | 2018年6月10日  | 2018年環地中海游泳系列赛卡內站 | 日本紀錄、亞洲紀錄                 |
| 100公尺蝶式             | 56.08   | 2018年8月11日  | 2018年泛太平洋游泳錦標賽       | 日本紀錄                           |
| 200公尺混合式           | 2:09.98 | 2017年1月29日  | 第10回東京都錦標賽             | 世界青少年紀錄                     |
| 4×100公尺自由式接力     | 3:36.52 | 2018年8月19日  | 2018年亞洲運動會               | 日本紀錄                           |
| 4×200公尺自由式接力     | 7:48.96 | 2018年8月10日  | 2018年泛太平洋游泳錦標賽       | 日本紀錄                           |
| 4×100公尺混合式接力     | 3:54.73 | 2018年8月23日  | 2018年亞洲運動會               | 日本紀錄                           |
| 4×100公尺混合自由式接力 | 3:24.78 | 2017年7月29日  | 2017年世界游泳錦標賽           | 日本紀錄、亞洲紀錄                 |
| 4×100公尺混合混合式接力 | 3:40.98 | 2018年8月9日   | 2018年泛太平洋游泳錦標賽       | 日本紀錄、亞洲紀錄                 |
| 短池                    |         |                |                                |                                    |
| 項目                    | 成績    | 日期           | 賽事                           | 備註                               |
| 50公尺自由式            | 23.95   | 2017年12月21日 | 2017年洛桑游泳盃               | 日本紀錄、亞洲紀錄、世界青少年紀錄 |
| 100公尺自由式           | 51.62   | 2018年1月14日  | 2018年東京都新春水泳競技大會   | 日本紀錄、亞洲紀錄                 |
| 200公尺自由式           | 1:52.64 | 2018年1月13日  | 2018年東京都新春水泳競技大會   | 日本紀錄、亞洲紀錄                 |
| 50公尺蝶式              | 24.71   | 2018年1月13日  | 2018年東京都新春水泳競技大會   | 日本紀錄、亞洲紀錄                 |
| 100公尺蝶式             | 55.31   | 2018年11月11日 | 2018年世界盃東京站             | 日本紀錄                           |
| 100公尺混合式           | 57.75   | 2017年11月15日 | 2017年世界盃東京站             | 日本紀錄、亞洲紀錄、世界青少年紀錄 |
| 200公尺混合式           | 2:05.41 | 2018年1月14日  | 2018年東京都新春水泳競技大會   |                                    |
| 4×100公尺自由式接力     | 3:34.09 | 2016年12月6日  | 2016年世界短道游泳錦標賽       |                                    |
| 4×200公尺自由式接力     | 7:41.97 | 2016年12月10日 | 2016年世界短道游泳錦標賽       | 日本紀錄                           |
| 4×100公尺混合式接力     | 3:50.28 | 2016年12月11日 | 2016年世界短道游泳錦標賽       | 日本紀錄                           |
| 4×50公尺混合自由式接力  | 1:30.95 | 2016年12月7日  | 2016年世界短道游泳錦標賽       | 日本紀錄                           |
| 4×50公尺混合混合式接力  | 1:38.45 | 2016年12月8日  | 2016年世界短道游泳錦標賽       | 日本紀錄、亞洲紀錄                 |

## 外部連結
- 池江璃花子在国际奥林匹克委员会的资料
- 池江璃花子的X（前Twitter）
- 池江璃花子的Instagram帳戶